# Lydekkerina
Lydekkerina is een geslacht van uitgestorven stereospondyle temnospondyle Batrachomorpha (basale 'amfibieën'). Het is het typegeslacht van de familie Lydekkerinidae. Fossielen zijn verzameld uit afzettingen van het Vroeg-Trias van Zuid-Afrika en Australië. De typesoort is Lydekkerina huxleyi, voor het eerst benoemd in 1889. Terwijl de meeste andere Stereospondyli semi-aquatisch waren, was Lydekkerina uitsluitend landbewonend.

## Beschrijving
Lydekkerina was een relatief kleine temnospondyle tot ongeveer een meter lang. Schedels variëren in lengte van negenenveertig millimeter bij het kleinste bekende individu tot honderd millimeter bij grotere individuen. De schedel is wigvormig en heeft een parabolische omtrek met bolle zijranden. Ondiepe putjes bedekken het oppervlak van de schedel. Tanden omlijnen zowel het verhemelte als de kaken, en sommige schedels hebben zelfs grote ectopterygoïde slagtanden aan de onderkant van de schedel.
Lydekkerina kan worden onderscheiden van andere lydekkeriniden op basis van een aantal schedelkenmerken. Een van die kenmerken is de aanwezigheid van kleine bultjes die de botten van het verhemelte bedekken. Een opening aan het uiteinde van het verhemelte, de voorste palatale holte genaamd, wordt gedeeld door twee uitsteeksels van het schedeldak, een tweede onderscheidend kenmerk van het geslacht. Bovendien zijn aan de onderzijde van het schedeldak rondom de oogkassen kenmerkende ribbels aanwezig, waarschijnlijk om structurele ondersteuning te bieden.

## Geschiedenis en classificatie
Lydekkerina huxleyi werd voor het eerst kort beschreven als een soort van Bothriceps door Richard Lydekker in 1889. De soortaanduiding eert Thomas Henry Huxley, een Engelse bioloog die het geslacht Bothriceps in 1859 benoemde op basis van materiaal in Australië. Robert Broom, een Zuid-Afrikaanse paleontoloog, gaf in 1915 een nauwkeurigere beschrijving van de soort en wees hem opnieuw toe aan het nieuwe geslacht Lydekkerina, genoemd naar Lydekker. Het type-exemplaar en een paratype-exemplaar werden in 2007 veel gedetailleerder beschreven, met name de onderkaak, door R. Hewison, met een gedetailleerd verslag van het sacrale gebied, de bekkengordel en de achterpoot.
Lydekkerina is een van de meest voorkomende Temnospondyli die wordt gevonden in het Karoo-bekken uit het Perm/Trias van Zuid-Afrika. Er zijn veel fossielen gevonden in de Lystrosaurus Assemblage Zone van de Beaufortgroep. Velen zijn echter slecht bewaard gebleven, geplet of vervormd. De wisselende toestanden van de specimina hebben geleid tot verwarring bij de identificatie. Sommige paleontologen hebben voorgesteld dat variaties in schedelvorm tussen exemplaren misvormingen vertegenwoordigen in plaats van echte morfologieën. Daarom kunnen kenmerken die verschillende lydekkeriniden van elkaar onderscheiden, het resultaat zijn van conservering, niet van taxonomische onderscheiding. In 2006 werd voorgesteld dat de Zuid-Afrikaanse lydekkeriniden Limnoiketes en Broomulus om deze reden synoniem waren met Lydekkerina.
De tweede soort Lydekkerina putterilli werd in 1930 door Broom benoemd. De beschrijving was gebaseerd op een kleine gedeeltelijke schedel uit de Dicynodon Assemblage Zone uit het Perm. Het werd later beschouwd als een juveniele rhinesuchide, gerelateerd aan Uranocentrodon. In 2000 werd Lydekkerina putterilli toegewezen aan zijn eigen geslacht Broomistega.
Broom beschreef de derde soort Lydekkerina kitchingi, uit de Dicynodon Assemblage Zone in 1950. In 1996 werd het opnieuw toegewezen als een juveniele vorm van de rhinesuchide Muchocephalus. In 2003 werden zowel Lydekkerina kitchingi als Muchocephalus synoniem met Laccosaurus.
Temnospondyle resten uit de Rewan-formatie uit het Vroeg-Trias van Queensland, Australië, werden in 2006 beschreven en toegewezen aan Lydekkerina huxleyi. Deze overblijfselen bezitten kenmerken die kenmerkend zijn voor Lydekkerina, zoals de richels onder het schedeldak en de verruwing van het ploegschaarbeen.

## Paleobiologie
Omdat de botten van Lydekkerina zwaarder verbeend zijn dan die van andere Stereospondyli, wordt aangenomen dat het landbewonend was. Grote benige uitsteeksels op het skelet dienden waarschijnlijk als aanhechtingen voor sterke spieren. Gewrichten tussen botten waren goed ontwikkeld, waardoor een effectieve voortbeweging op het land mogelijk was. Het sensorische systeem van drukgevoelige troggen over de schedel is slecht ontwikkeld, wat suggereert dat Lydekkerina weinig nut had voor deze organen in een landelijke omgeving. Het skelet van Lydekkerina is vergelijkbaar met dat van vroege stereospondyle verwanten zoals de archegosauriden, maar vertoont weinig gelijkenis met die van de uitsluitend landbewonende temnospondylen uit het Perm.